# Маткаримов, Аллам
Аллам Маткаримов  — советский хозяйственный, государственный и политический деятель, Герой Социалистического Труда.

## Биография
Родился в 1922 году в селе Вазяр. Член КПСС.
Участник Великой Отечественной войны, стрелок 147-й отдельной курсантской стрелковой бригады 27-й армии, сборщик трофеев 1-й роты 30-го отдельного артиллерийского трофейного батальона, дважды тяжело ранен. С 1947 года — на хозяйственной, общественной и политической работе. В 1947—1990 гг. — колхозник, бригадир колхоза «Коммунизм» Гурленского района Хорезмской области.
Указом Президиума Верховного Совета СССР от 24 июля 1986 года присвоено звание Героя Социалистического Труда с вручением ордена Ленина и золотой медали «Серп и Молот».
Умер в Гурленском районе в 2004 году.